# The Hub (Edinburgh)

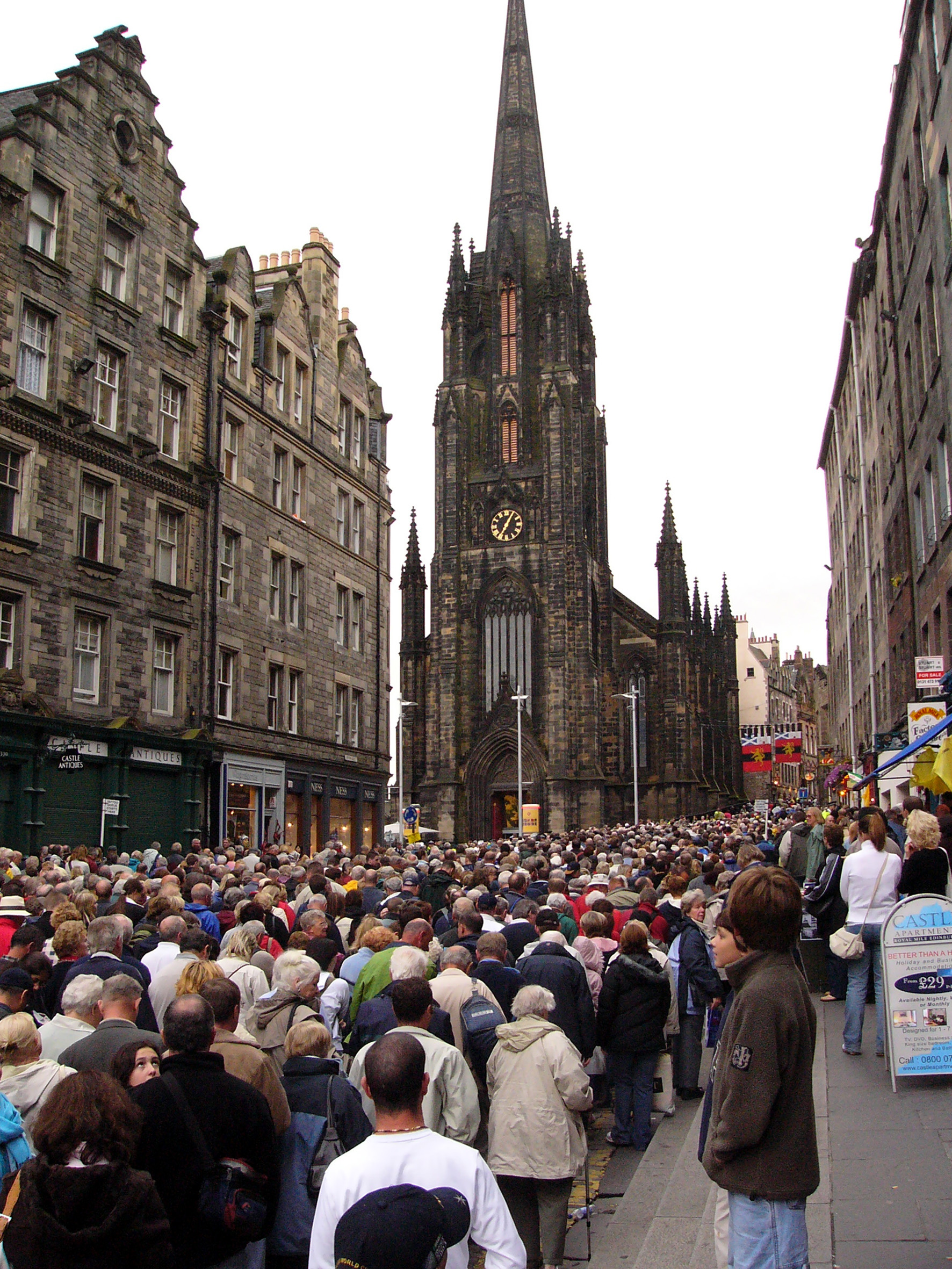
The Hub von der Royal Mile gesehen

The Hub ist ein ehemaliger Kirchenbau in der schottischen Hauptstadt Edinburgh. Er liegt am oberen Ende der Royal Mile. Im Gebäude befinden sich heute mehrere Veranstaltungsräume, von denen der größte über ein Fassungsvermögen von 420 Personen verfügt, ein Café und eine Bibliothek. Die Räumlichkeiten können für Hochzeiten, Bankette und Empfänge angemietet werden. Der zum Gebäude gehörende Kirchturm ist der höchste Punkt der Innenstadt von Edinburgh.

## Geschichte des Gebäudes
Die heutige Festivalzentrale war ursprünglich die Highland Tolbooth Church. Sie wurde in den Jahren 1839 bis 1844 für die Church of Scotland im neugotischen Stil erbaut. Die Architekten waren Augustus Welby Northmore Pugin und James Gillespie Graham. Aufgrund der Vereinigung der Church of Scotland mit der United Free Church of Scotland wurde die Kirche 1979 geschlossen. Nachdem das Gebäude einige Jahre leer stand, wurde es zunächst als Sitzungssaal für das schottische Parlament genutzt. Danach erfolgte der Umbau zu einem Veranstaltungsort mit Café und Restaurant, da das schottische Parlament 2004 ein eigenes Gebäude am Holyrood erhalten hatte.
- Siehe auch (zum Thema Generalversammlung der Church of Scotland, die hier zeitweise stattfanden): Lord High Commissioner to the General Assembly of the Church of Scotland